# شعب الله المختار
الشعب المختار أو الأمة المختارة ترجمة للعبارة العبرية «هاعم هنفحار»، ويوجد معنى الاختيار في عبارة مثل «عم سيجولاه»، أو «عم نيحلاه» أي «الشعب الكنز». وإيمان بعض اليهود بأنهم شعب مختار مقولة أساسية في النسق الديني اليهودي، وتعبير آخر عن الطبقة الحلولية التي تشكلت داخل التركيب اليهودي وتراكمت فيه.

وفقًا لمعهد إسرائيل للديمقراطية، يعتقد حوالي ثلثي اليهود الإسرائيليين أن اليهود هم «الشعب المختار».

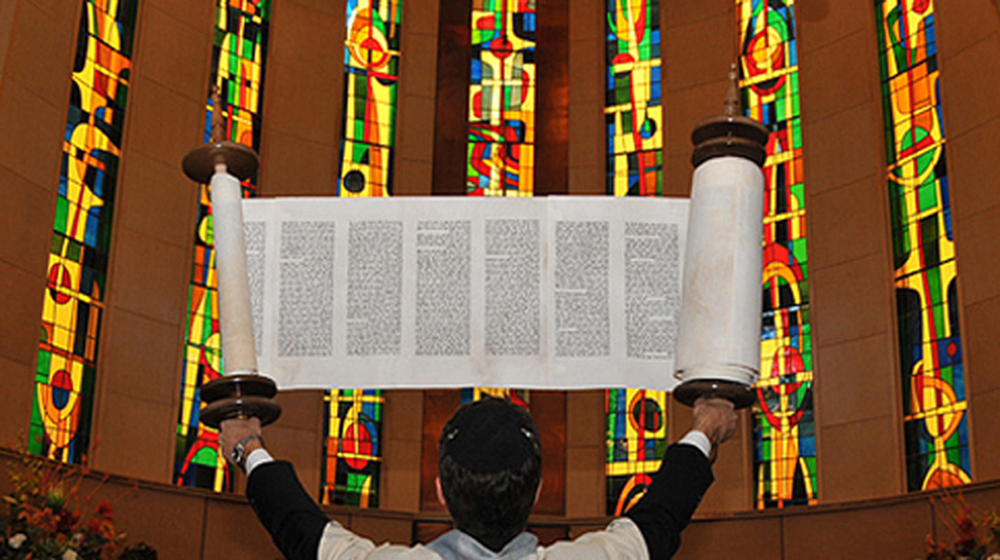

## الحلولية في مفهوم الشعب المختار
الحلولية هي الاعتقاد بأن الإله يحل في بعض بني الإنسان، وقد عرفت هذه الفكرة في المسيحية حيث يعتقدون أن الله حل في المسيح 
والثالوث الحلولي مُكوَّن من الإله والأرض والشعب، فيحل الإله في الأرض، لتصبح أرضاً مقدَّسة ومركزاً للكون، ويحل في الشعب ليصبح شعباً مختاراً، ومقدَّساً وأزلياً (وهذه بعض سمات الإله). ولهذا السبب، يُشار إلى الشعب اليهودي بأنه «عم قادوش»، أي «الشعب المقدَّس» و«عم عولام» أي «الشعب الأزلي»، و«عم نيتسح»، أي «الشعب الأبدي».
وقد جاء في سفر التثنية (2:14) «لأَنَّكَ شَعْبٌ مُقَدَّسٌ لِلرَّبِّ إِلهِكَ، وَقَدِ اخْتَارَكَ الرَّبُّ لِكَيْ تَكُونَ لَهُ شَعْبًا خَاصًّا فَوْقَ جَمِيعِ الشُّعُوبِ الَّذِينَ عَلَى وَجْهِ الأَرْضِ.» (تث 14: 2). والفكرة نفسها تتواتر في سفر اللاويين (24:20-26): «وَقُلْتُ لَكُمْ: تَرِثُونَ أَنْتُمْ أَرْضَهُمْ، وَأَنَا أُعْطِيكُمْ إِيَّاهَا لِتَرِثُوهَا، أَرْضًا تَفِيضُ لَبَنًا وَعَسَلًا. أَنَا الرَّبُّ إِلهُكُمُ الَّذِي مَيَّزَكُمْ مِنَ الشُّعُوبِ.* فَتُمَيِّزُونَ بَيْنَ الْبَهَائِمِ الطَّاهِرَةِ وَالنَّجِسَةِ، وَبَيْنَ الطُّيُورِ النَّجِسَةِ وَالطَّاهِرَةِ. فَلاَ تُدَنِّسُوا نُفُوسَكُمْ بِالْبَهَائِمِ وَالطُّيُورِ، وَلاَ بِكُلِّ مَا يَدِبُّ عَلَى الأَرْضِ مِمَّا مَيَّزْتُهُ لَكُمْ لِيَكُونَ نَجِسًا.* وَتَكُونُونَ لِي قِدِّيسِينَ لأَنِّي قُدُّوسٌ أَنَا الرَّبُّ، وَقَدْ مَيَّزْتُكُمْ مِنَ الشُّعُوبِ لِتَكُونُوا لِي.» (لا 24:20-26). ويشـكر اليهودي إلهه في كل الصلــوات لاختياره الشعب اليهودي. وحينما يقع الاختيار على أحد المصلين لقراءة التوراة عليه أن يحمد الإله لاختياره هذا الشعـب دون الشعـوب الأخرى، ولمنحه التوراة علامة على التميّز.

## في العهد القديم
تذكر التوراة إسرائيل بمعنى بني إسرائيل كثيرا، ولكنها تذكر أيضا أن المؤمن الغريب يعامل معاملة المؤمن من بني إسرائيل. لكن يحدث اليوم خلط بين الإسرائيلى في عهد موسى عليه السلام وبين اليهود كمعتنقى ديانة.
وعلى الرغم من الصورة القدسة التي تقدمها كتب اليهود الدينية لشخصية اليهودى إلا أن هذا لم يمنع ورود نصوص مثل:
- في كتاب سفر التثنية

32:28 انهم امة عديمة الراي ولا بصيرة فيهم
- وفي سفر إشعياء

1:3 الثور يعرف مالكه والحمار صاحبه الذي يعلفه، أما إسرائيل فلا يعرف، شعبي لايفهم.

## تفسير فكرة الاختيار
حاول كثير من حاخامات اليهود وكثير من فقهائهم ومفكريهم تفسير فكرة الاختيار، فجاءوا بتفسيرات كثيرة. ولكن، وبغض النظر عن مضمون التفسير، فإن فكرة الاختيار على وجه العموم تؤكد فكرة الانفصال والانعزال عن الآخرين (تعبير عن القداسة الناجمة عن الحلول الإلهي في الشعب). وقد جاء في التلمود أن جماعة يسرائيل يُشبَّهون بحبة الزيتون لأن الزيتون لا يمكن خلطه مع المواد الأخرى، وكذلك أعضاء جماعة يسرائيل يستحيل اختلاطهم مع الشعوب الأخرى. وقد كانت عملية التفسير هذه ضرورية، في الواقع، لأن أعضاء الشعب المختار المقدَّس، الذي يفترض أن الإله قد حل فيه، وجدوا أنهم من أصغر الشعوب في الشرق الأدنى القديم وأضعفها، ولم يكونوا بأية حال أكثرهـا رقياً أو تفوقاً، كما حـاقت بهـم عدة هزائم انتهت بالسـبي البابلي.
وقد وردت تفسيرات عدة للاختيار، هي في نهاية الأمر تعبير عن درجات متفاوتة من الحلول، فإن ازدادت النزعة الحلولية زادت القداسة في الشعب، ومن ثم زادت عزلته واختياره:

### الاختيار كعلامة على التفوق
أ) لم يختر الإله اليهود بوصفهم شعباً وحسب، بل اختارهم كجماعة دينية قومية توحِّدها أفكارها وعقائدها، وقد عُرضت الرسالة على شعوب الأرض قاطبة، فرفضت هذه الشعوب حملها، وحملها الشعب اليهودي وحده. وقد حوَّلهم هذا الاختيار إلى مملكة من الكهنة والقديسين، وإلى أمة مقدَّسة تتداخل العناصر الدينية والقومية فيها. واختيار الإله لليهود هو جوهر العهد أو الميثاق المبرم بينه وبين إبراهيم (ولنقارن هذه الفكرة، بالتصور الإسلامي التوحيدي العالمي، فقد عُرضت الرسالة على السماوات والأرض والجبال فأبيَّن أن يحملنها وأشفقن منها وحملها الإنسان).
ب) يدل الاختيار على تفوق اليهود عرْقياً، فقد اختير إبراهيم عليه السلام لنقائه، واختير اليهود لأنهم من نسله. وقد جاء في التلمود ما يلي: «كل اليهود مقدَّسون.. كل اليهود أمراء.. لم تُخلَق الدنيا إلا لجماعة يسرائيل.. لا يُدْعى أحد أبناء الإله إلا جماعة يسرائيل.. لا يحب الإله أحداً إلا جماعة يسرائيل».
جـ) ويدل الاختيار على تفوق اليهود الأخلاقي، فقد اختار الإله الشعب اليهودي لأنه أول شعب يعبده وحده، أي أنه اختار الشعب لأن الشعب اختاره. وقد جاء في التلمود هذه الكلمات: «لماذا اختار الواحدُ القدوسُ تباركَ اسمُه جماعةَ يسرائيل، لأن... أعضاء جماعة يسرائيل اختاروا الواحد القدوس تبارك اسمه وتوراته».
ويمكن أن تنحسر النزعة الحلولية قليلاً بحيث يصبح الاختيار علامة على التفرد وحسب (لا على التفوق). وقد قلَّص أحد المفكرين الإسرائيليين نطاق فكرة الاختيار بحيث جعلها تنصرف إلى علاقة الشعب بالإله وحسب، لا إلى علاقة اليهود بكل البشر.

### الاختيار كتكليف ديني
اختار الإله الشعب اليهودي حتى يكون خادماً له بين الشعوب، وليكون أداته التي يُصلح بها العالم ويوحد بها بين الشعوب. وهذا يعني أن الاختيار ليس ميزة وإنما هو تكليف إلهي يعني زيادة المسئوليات والأعباء: «إياكم فقط عرفت من جميع قبائل الأرض لذلك أعاقبكم على جميع ذنوبكم» (عاموس3/2)، وبالتالي يصبح اليهود «خدام الإله الطيعين». وكثيراً ما يُلاحَظ أن الأنبياء كانوا يعنفون الشعب لفساده الأخلاقي ولاتباعه طرق الشعوب الوثنية الأخرى، وفي هذا تأكيد للفكر التوحيدي. ومع هذا، يُلاحَظ أن الأنبياء، حتى في لحظات نقدهم للشعب اليهودي، كانوا ينطلقون من مقولة اصطفاء الشعب.

### الاختيار كأمر رباني وسر من الأسرار
وأكثر التفسيرات تواتراً، على الأقل على المستوى الوجداني، هو أن الاختيار غير مشروط ولا سبب له، فهو من إرادة الإله التي لا ينبغي أن يتساءل عنها أي بشر، الإله الذي اختار الشعب ووعده بالأرض، وليس لأي إنسان أن يتدخل في هذا. وهذا هو تفسير راشي الذي كان متأثراً بالفكر الإقطاعي الغربي الوسيط والفكر المسيحي، فالاختيار هنا أمر ملكي على العبد الإذعان له وهو سر من الأسرار يشبه الأسرار المسيحية.
والاختيار، حسب هذا التفسير، لا علاقة له بالخير أو الشر، ولا بالطاعة أو المعصية، فهو لا يسقط عن الشعب اليهودي، حتى ولو أتى هذا الشعب بالمعصية، إذ أن حب الإله للشعب المختار يغلب على عدالته، ولذلك لن يرفض الإله شعبه كلية، في أي وقت من الأوقات مهما تكن شرور هذا الشعب. بل يدَّعي أحد المفسرين أن الإله هو الذي اختار الشعب اليهودي، فالاختيار مُـلزم له هو وحده وليس ملزماً للشعب (وهذا بخلاف المفهوم الإسلامي للاختيار حيث جعل الاختيار مشروطاً بالأمر بالمعروف والنهي عن المنكر، كما أنه ليس اختياراً عنصرياً أو عرْقياً بل هو اختيار أخلاقي غير مقصور على أمة بعينها).
ورغـم أن أتباع كل جمـاعة دينية يرون أن ثمة علاقة خاصة تربطهم بالإله، وأنهم مختارون بشكل ما، فإن هذا التيار قد تعمق في اليهودية بشكل متطرف، وفَقَد الاختيار أي مضمون أخلاقي واكتسب أبعاداً عرْقية قومية، وتحوَّلت التجربة الدينية عند اليهود من تجربة فردية عمادها الضمير الفردي إلى تجربة جماعية عمادها الوعي القومي. ثم هيمنت القبَّالاه بالتدريج بحيث حولت الشعب اليهودي من مجرد شعب مختار إلى شعب يُعَدُّ جزءاً عضوياً من الذات الإلهية.

## في المسيحية
يعتقد بعض المسيحيين أن اليهود كانوا شعب الله المختار (Deuteronomy 14:2)، ولكن بسبب رفضهم يسوع، أصبح المسيحيون هم شعب الله المختار بدلا منهم (Romans 11:11–24). ويعرف هذا المعتقد باسم الاستبدالية
يؤمن مسيحيون آخرون، مثل الإخوة المسيحية، بأن الله لم ينتزع من شعب إسرائيل صفته كشعب مختار (Romans 11:2)، وأن اليهود سيقبلون في الواقع بيسوع في مجيئه الثاني، مما يؤدي إلى خلاصهم (Zechariah 12:10 ،Romans 11:26).
انتقد أوغسطينوس الاختيار اليهودي واعتبره «جسديًا».

## في الإسلام
يتمتع أبناء إسرائيل بمكانة خاصة في الكتاب المقدس الإسلامي، القرآن. ومع ذلك، يشير العلماء المسلمون إلى أن هذه المكانة لا تمنح بني إسرائيل أي تفوق عنصري، وهذه المكانة مستمرة فقط طالما حافظ الإسرائيليون على عهدهم مع الله:

## التمحور العرقي
كتب الفيلسوف الإسرائيلي زئيف ليفي أن الاختيار لا يمكن تبريره «(جزئيًا) إلا من الزاوية التاريخية» فيما يتعلق بمساهمته الروحية والأخلاقية في الحياة اليهودية عبر القرون، وكـ«عامل قوي للتعزية والأمل». لكنه أشار إلى أن النظريات الأنثروبولوجية الحديثة «لا تعلن فقط المساواة الكاملة لجميع الناس [كبشر]؛ بل تؤكد أيضًا على تكافؤ جميع الثقافات الإنسانية.» وأضاف أن «ليس هناك شخص أو ثقافة أدنى وأعلى ولكن فقط مختلفة عن غيرها». ويخلص إلى أن مفهوم اختيار شعب معين يعني بالضرورة الاستعراقية، «والتي لا تسير جنبًا إلى جنب مع مفهوم الاحترام غير المشروط للآخرين».
يرى البعض أن مفهوم الشعب المختار في اليهودية مفهوم عنصري لأنه يعني أن اليهود متفوقون على غير اليهود. بينما ترى رابطة مكافحة التشهير أن مفهوم الشعب المختار في اليهودية لا علاقة له بالتفوق العرقي.